# Gabriel Cremades Ventura
Gabriel Cremades Ventura (España, siglo XX) es un diplomático español. Es el embajador de España en Albania (desde 2025).

## Biografía
Tras licenciarse en Derecho en la Universidad de Valencia, ingresó en la Escuela Diplomática (1999).
En el extranjero estuvo destinado en las Embajadas de España en Nicaragua, Serbia y Malta; en la Misión Permanente de España ante las Naciones Unidas (Nueva York); y en el Consulado General de España en Miami (2018-2021).
En el ministerio de Asuntos Exteriores, Unión Europea y de Cooperación ha sido: Jefe de servicio de Sudeste Asiático, Filipinas y Asuntos del Pacífico; vocal asesor —en dos ocasiones— en el Departamento de Política internacional y Seguridad del Gabinete de la Presidencia del Gobierno; jefe del Departamento de Cooperación con África Subsahariana en la Agencia Española de Cooperación Internacional para el Desarrollo (AECID); y subdirector general de Europa Oriental y Asia Central (2021).
En marzo de 2025 fue nombrado embajador del Reino de España ante la República de Albania.

## Condecoraciones
Ha sido condecorado con:
- Cruz de la Orden de Isabel la Católica.
- Cruz de la Orden del Mérito Civil.
- Cruz con distintivo blanco de la Orden del Mérito de la Guardia Civil.